# James Drake
James Drake (ur. 26 kwietnia 1850 w Londynie, zm. 1 sierpnia 1941 w Brisbane) – australijski polityk i prawnik angielskiego pochodzenia, członek dwóch pierwszych gabinetów federalnych po powstaniu Związku Australijskiego, związany z Partią Protekcjonistyczną.

## Życiorys

### Kariera zawodowa
Drake wychowywał się w Anglii, zaś do Australii wyemigrował jako 23-latek. Osiadł w kolonii Queensland i pracował jako magazynier, a następnie dziennikarz. W latach 1876–1882 był korespondentem prasowym przy parlamencie kolonii, po czym uzyskał prawo wykonywania zawodu adwokata.

### Kariera polityczna
W 1888 roku został wybrany do izby niższej parlamentu Queensland, gdzie spędził 11 lat. W latach 1899–1901 zasiadał w Radzie Ustawodawczej. W tym samym czasie pełnił w rządzie kolonii stanowisko ministra poczty i oświaty publicznej.
Drake należał do polityków, którzy najwcześniej poparli ideę powstania zjednoczonej Australii. Gdy federacja stała się faktem z początkiem roku 1901, wszedł do gabinetu Edmunda Bartona jako minister poczty, a później obrony, został także wybrany do pierwszego składu Senatu. Następnie zasiadał także w pierwszym gabinecie Deakina, gdzie był prokuratorem generalnym, a potem wiceprzewodniczącym Federalnej Rady Wykonawczej.
Deakin nie zaprosił go do swego drugiego gabinetu, a w 1906 roku Drake zrezygnował z zasiadania w parlamencie federalnym. W roku 1907 próbował ponownie dostać się do parlamentu stanowego Queensland, ale start w wyborach zakończył się kompromitacją – uzyskał zaledwie 137 głosów.

### Późniejsze życie
Drake wrócił do kariery prawniczej i w latach 1910–1920 pracował w prokuraturze. Następnie przeszedł na emeryturę i skupił się na życiu rodzinnym, z rzadka pojawiając się publicznie jako przedstawiciel kilku organizacji pozarządowych. Zmarł w 1941 roku, w wieku 91 lat, w szpitalu w Brisbane. Pozostawił żonę i czworo dzieci.